# یونکرس یومو ۲۰۴
یونکرس یومو ۲۰۴ (به انگلیسی: Junkers Jumo 204) یک هواگرد ساختِ کارخانهٔ یونکرس در کشور آلمان است.